# اوک جو-هیون
اوسک جو-هیون (به انگلیسی: Ock Joo-hyun)(زاده ۲۰ مارس ۱۹۸۰) خواننده، بازیگر تئاتر موزیکال کره‌ای است.